# Pherbellia cinerella
Pherbellia cinerella är en tvåvingeart som först beskrevs av Fallen 1820.  Pherbellia cinerella ingår i släktet Pherbellia och familjen kärrflugor. Arten är reproducerande i Sverige. Inga underarter finns listade i Catalogue of Life.

## Bildgalleri

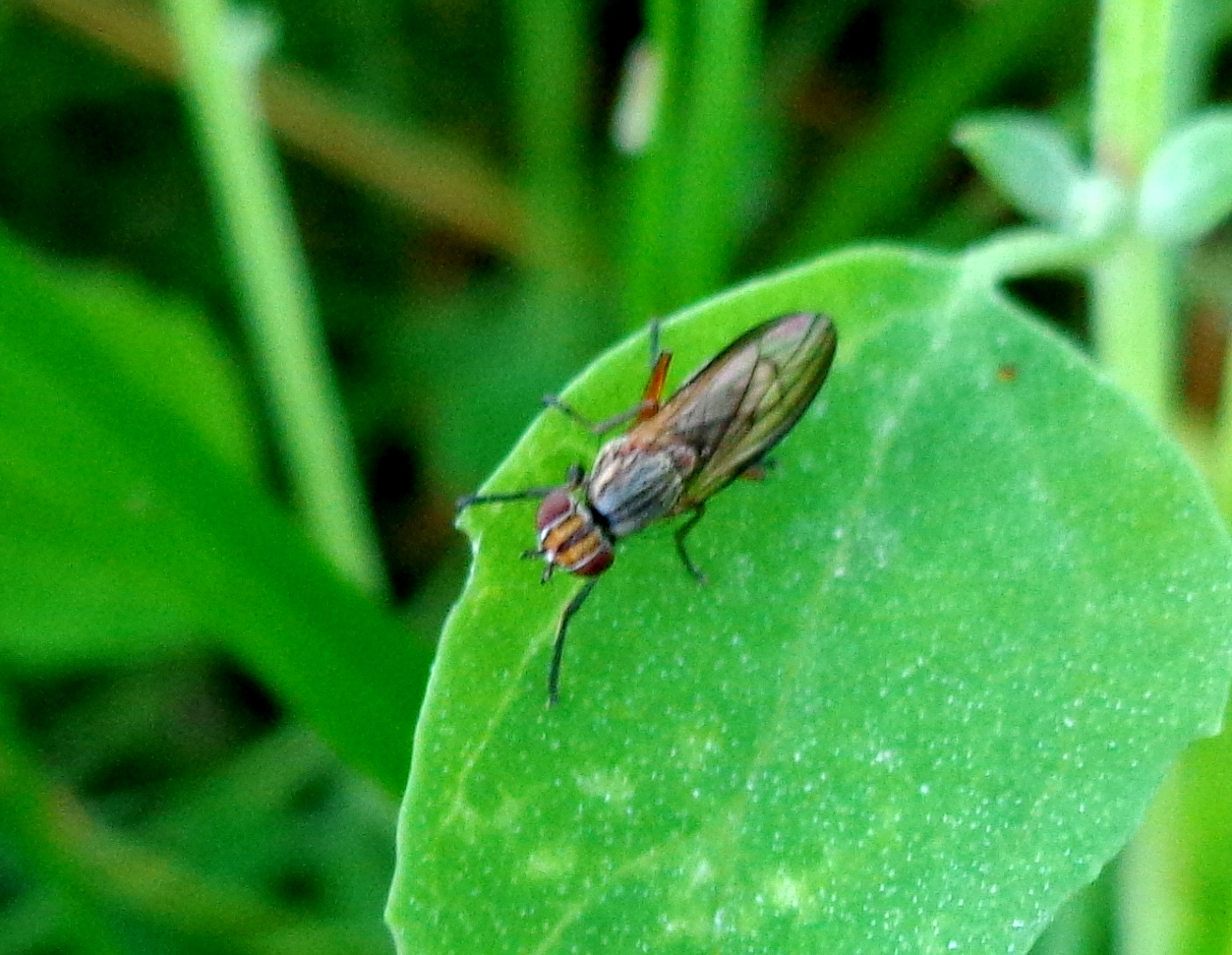